# 예누파

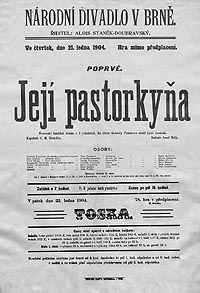

예누파(체코어: Jenůfa)는 체코의 작곡가, 레오시 야나체크의 3막의 오페라로, 카브리엘라 프레이스슬로바의 연극 그녀의 의붓딸(Její pastorkyňa)을 기초로, 작곡가 스스로 예누파를 작성하였다. 첫공연은 1904년 1월 21일 브르노의 브르노 국립극장에서 상영되었다.
야나체크의 오페라에서, 처음으로 그안에 그의 명백한 목소리가 들리며, 이는 영아 살해와 구원에 관한 소름끼치는 이야기로, 냉혹한 현실성으로 유명하다. 오늘날 작곡가의 원래 판본이 공연되고, 예누파의 초기 유명세는 그 기묘한 스타일과 관현악이라 여겨지던 것을 재개정한 것에서 비롯되었다. 수정된 후, 처음 프라하에서 호응을 얻었고, 세계 각지에서 뒤를 따랐다. 70년이 넘었지만, 관람객들은 야나체크가 의도했던 대로 공연됨을 알 수 있다.

## 등장인물
- 주요 배역

예누파 (소프라노)
라카 클레메니 (테너)
슈테바 브리야 (테너)
코스텔니치카 부리요브스카 (소프라노)
- 그외의 인물들

할머니 스타렌카 부리요브스카 (콘트랄토)
스타레크, 방앗간 십장 (바리톤)
시장 (베이스)
시장의 아내 (메조소프라노)
시장의 딸, 카롤카 (메조소프라노)
야노, 양치기 소년 (소프라노)
바레나 (소프라노)
하녀 (메조소프라노)
숙모 (콘트랄토)
징집병들, 하인들, 처녀들, 마을 사람들, 음악가들

## 줄거리
무대는 19세기 체코 동부의 한 모리비아 마을이다.
줄거리는 한 가족의 삼대에 엉킨 관계에 좌우된다. 오페라가 시작되기전, 방앗간 주인인 할머니 부리야의 두 아들들은 모두 결혼한 후, 아이를 두고 죽었다. 그 아이들의 어머니들 또한, 둘째 아들의 두 번째 부인이자 예누파의 계모인 코스텔니치카를 제외하고는 마찬가지로 세상을 떠났다. 코스텔니치카는 그들이 살고 있는 모라비안 마을의 굳건한 지도자로, 의붓딸인 예뉴파를 친딸처럼 기른다. 관습에 따라 장남의 친아들인 슈테바만이 그 방앗간을 물려받고, 그의 이복형인 라카과 사촌 에누파는 스스로 생계를 벌어야한다. 잘생겼지만 책임감없는 슈테바는, 일가의 편애를 받는다. 이복 형제인 슈테바와 라카는 서로 으르릉거린다. 예누파는 슈테바를 사랑하고, 그의 아이를 비밀리에 임신하였지만, 그가 결혼에 관심없다는 것을 느끼고 두려워한다. 그의 이복형인 라카는 이복 사촌누이인 야누파를 향한 희망없는 그의 사랑에 절망스러워한다.

## 1막
부리야 방앗간
예누파와 라카와 할머니 부리야바는 슈테바가 집에 돌아오길 기다린다. 예누파는 마을 남자들의 최근의 군대 징집의 결과에 두려워한다. 할머니 부리야바는 그녀가 정신나갔다고 비난하고, 라카는 예나파를 약올린다. 실은 예누파는 슈테바의 아이를 비밀리에 임신하여, 만약 슈테바가 군데에 불려간다면, 그녀의 임신이 명백하기 전에는 그는 자신과 결혼하지 않을 것이다. 예누파가 가르치는 젊은 양치키 소녀인 야노는 마침내 글을 읽을 수 있고 예누파가 그에게 책을 가져다 주기로 약속한 기쁨에 달려나간다. 방앗간 십장은 라카가 예누파를 무자비하게 놀린 것을 질책하며, 라카의 성을 잔뜩 북돋는다. 예누파는 십장이 슈테바가 결국 군대에 징집되지 않았다는 소식을 듣고, 기쁨에 가득차지만, 루카의 절망은 깊어질 뿐이다.
슈테바가 다른 징집병들과 술에 취에 등장하고, 모든 처녀들과의 무용을 거들먹거린다. 음악을 울리고, 예누파를 끌어내어 춤을 주지만, 갑자기 코스텔니치카에 의해 중단된다. 그녀는 슈테바와 예누파의 결혼 승낙을 슈테바가 1년간 술에 말끔한 정신으로 남아있을 때까지 미룬다.
예누파는 홀로 남아 슈테바에게 빠른 시일내에 자신과 결혼하자고 간청한다. 할머니 부리야는 그들 사이를 불쑥 끼어들자, 슈테바는 그는 절대로 예누파를 버리지 않을꺼라 소리지르며 도망친다.
라카가 에누파에게 다가가자 말싸움이 불거진다. 절망에 그는 칼을 꺼내들어, 저항하는 그녀의 얼굴에 상처를 입힌다. 라카가 도망가자, 십장은 그를 쫏아부르며, 라카가 예누파의 얼굴을 고의로 상처입혔다고 소리지른다.

## 2막
코스텔니치카의 집에 5개월이 지난 후.
예누파의 임신을 알게 된 후, 고스텔니치카는 예누파를 그녀의 집으로 숨기고, 마을 사람들에게는 의붓딸을 빈에 있는 친척집을 방문하도록 보냈다고 말한다. 예누파의 아기는 이제 생후 1주일이 되었고, 코스텔니치카는 그녀의 계획을 실행에 옮기려 한다. 그녀는 슈테바에게 에누파와 결혼해달라고 간청할 계획이다. 집안의 명성을 우려할 것에 흥분하여, 그녀는 예누파에게 수면제를 주었다. 슈테바가 도착하자, 그는 코스텔니치카에게 그는 예누파를 좋아하지만, 이제 그녀의 얼굴이 희미해지고, 그녀와 결혼할 생각이 없다고 말한다. 그는 이미 시장의 딸인 카롤카와 약혼하였다. 코스텔니치카는 그의 발에 엎드려 간청하지만, 그는 자리를 뜬다. 그녀는 그와 가문에 수치를 가져온 아기에게 분노심을 느낀다.
라카가 도착하여, 코스텔니치카는 아이에 대해 말한다. 그가 그녀에게 응답하기 전에, 코스텔니치카는 아이가 죽었다는 엄청난 거짓말을 내뱉는다. 라카가 멀리 떠나지만, 다시 돌아올 것이라 약속한다.
홀로 남아 코스텔니치카는 마을 사람들이 그녀 집안의 불명예를 알았을 때, 뭐라고 말할지 상상한다. "나는 이 아이를 데려가 신에게 다시 데려다 줄것이다!"라며 울부짖는다. 그녀는 아이를 숄에 감싸고, 겨울밤 밖으로 뛰쳐나간다.
예누파는 수면제에 멍해서 잠이 깬다. 아이를 찾지 못하고, 그녀는 그 아기가 어둡고 얼음이 가득한 곳으로 떨어지는 끔찍한 환영을 본다. 그녀는 황급히 기도하고, 코스텔니치카가 되돌아와서 예누파가 이틀간 잠을 잤고, 그동안 아기가 죽었다고 우긴다. 코스텔니치카는 예누파에게 슈테바가 그녀를 거부하고, 라카가 그녀와 결혼하길 원한다고 얘기한다. 라카가 돌아와서 예누파가 그를 받아들여달라고 간청한다. 그녀는 마지못해 승낙한다. 코스텔니치카는 그들을 축복하고, 슈테바에게 난폭한 저주를 퍼붓지만, 얼음 바람이 집안에 불어오자, 그녀 자신은 공포에 사로잡힌다.

## 3막
부리야네 방앗간, 두달이 지난 후.
예누파와 라카의 결혼식 당일날, 부리야 가족은 분위기를 흥겹게하려 한다. 그러나 예누파는 슬퍼하고, 코스텔니치카는 신경이 날카로워져, 집 안에 틀어박혀있다. 가족과 하객이 예누파의 혼수를 보러가자, 라카는 예누파에게 자신의 사랑을 확인시키고, 그녀는 그의 친절함과 이해심에 감사한다.
라카는 그는 이제 슈테바를 용서하고, 그와 카롤카를 결혼식에 초대했다고 말한다. 슈테바와 카롤카가 들어서자, 카롤카는 짧게 담소하지만, 슈테바는 자신의 불편함을 다스리려고 한다. 마을 소녀들 집합이 예누파에게 결혼식 노래를 부르고, 이 혼인하는 연인은 브리야 할머니의 축복을 받으러 무릎을 꿇는다.
갑자기 밖에서 소동이 일어난다. 양치기 야노가 어떤 마을 사람들이 얼어죽은 아기를 발견했다는 소식을 가지고 안으로 달여온다. 공포에 휩싸인 코스텔니치카는 예누파가 밖으로 나가 그 시체를 보는 것을 막으려 하지만, 에누파는 멀리 뛰어나가 거의 즉시 돌아와서, 그 아기는 자신의 아이라 소리지른다. 충격을 받은 마을사람들은 그녀에게 등을 돌리고, "돌을 던져 죽여라"라고 소리지른다. 라카는 마을 사람들로부터 그녀를 보호하려고 하지만, 그녀의 의붓딸을 구하는 것은 코스텔니치마였다. 예누파의 아이를 버린 것은 자기였다고 외치며, 코스텔니치카는 강 얼음 밑에 밀쳐넣어, 아이를 어떻게 살해했는지 설명한다. 그녀는 예누파의 발에 무릎을 꿇자 모두가 놀라고, 예누파는 코스텔니치카에게 가서 그녀를 일으켜세운다. 예누파는 코스텔니치카가 의붓딸인 자신을 사랑해서 그 아이를 죽였다는 것을 이해한다. 예누파는 마을 사람들에게 코스텔니티카가 신에게 그녀 자신이 평안할 시간을 주자고 애원한다. 아이의 아버지가 밝혀지자, 카롤카는 슈테바와 결혼하길 거부한다. 시장은 코스텔니치카를 감옥으로 데려간다.
단둘이 남자, 예누파는 라카에게 자기처럼 불명예스런 여자와 결혼해선 안된다고 말한다. 라카는 그러나 당신이 나와 함께 있다면 상관할 일이 아니라고 단호히 말한다. 그녀는 이제 진심으로 라카를 사랑함을 깨닫고, 그들은 미래를 함께 맞설것이라 한다.

## 참조 링크
- 레오시 야나체크 웹사이트 Gavin Plumley가 작성한 오페라 정보
- 메트로폴리탄 오페라에서 예누파 줄거리, Yveta Synek Graff과Robert T. Jones가 작성
- Go! classic 회원/대본 자료실:140야나첵, 체코|한글 대본, pdf화일

## 참고 문헌
- Tyrrell, John (2006/7). 'Janáček: Years of a Life', London - A Two Volume biography of the composer by the leading authority - 2번째 판이 2007년에 재발매된다.